# مدهوبالا: منتهى العشق (مسلسل)
مدهوبالا: منتهى العشق (بالإنجليزية: Madhubala – Ek Ishq Ek Junoon)‏؛ أو حياة كما عرض في قناة لنا العراقية، هو مسلسل درامي رومنسي عُرِضَ لأول مرة في الهند على قناة كولور الهندية، المسلسل موُلف من جزئين.

## روابط خارجية
- مدهوبالا ايك أشك ايك جنون على موقع IMDb (الإنجليزية)
- مدهوبالا ايك أشك ايك جنون على موقع كينوبويسك (الروسية)